# Nanfen
Nanfen är ett stadsdistrikt i Benxi i Liaoning-provinsen i nordöstra Kina.